# 131 (število)
131 (stó ênaintrídeset) je naravno število, za katero velja 131 = 130 + 1 = 132 - 1.

## V matematiki
- praštevilo Germainove.
- šesto iregularno praštevilo.
- sedmo palindromno praštevilo.
- 131 = 41 + 43 + 47.
- Gaussovo praštevilo brez imaginarnega ali realnega dela oblike {\displaystyle 4n+3}.
- Eisensteinovo praštevilo brez imaginarnega ali realnega dela oblike {\displaystyle 3n-1}.
- Ulamovo število {\displaystyle 131=62+69\,\!}.

## Drugo

### Leta
- 131 pr. n. št.
- 131, 1131, 2131